# Оноківці (зупинний пункт)
Оно́ківці — пасажирський залізничний зупинний пункт Ужгородської дирекції Львівської залізниці.
Розташований у селі Оноківці, Ужгородський район Закарпатської області на лінії Самбір — Чоп між станціями Кам'яниця (6 км) та Доманинці (2 км).
Станом на серпень 2019 року щодня чотири пари електропотягів прямують за напрямком Сянки — Мукачево.